# Åse Kleveland

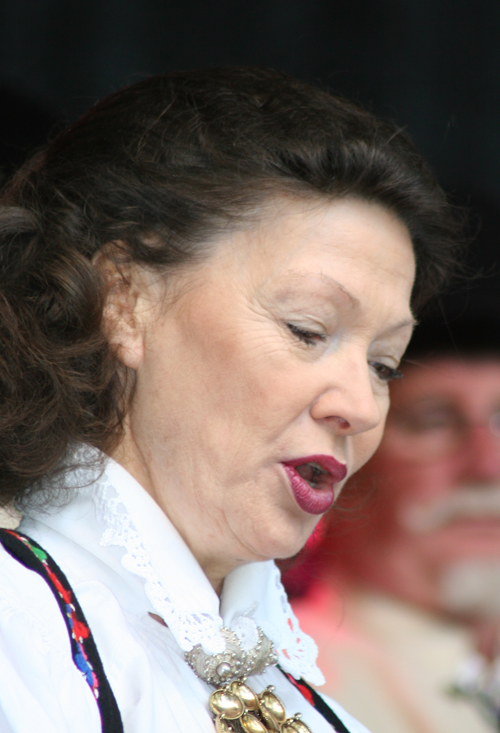
Åse Kleveland in 2007

Åse Kleveland (Stockholm, 18 maart 1949) is een Zweeds-Noorse politica en voormalig zangeres.
Ze werd in de Zweedse hoofdstad Stockholm geboren. Vanaf 1957 woonde ze in Noorwegen, waar ze voor de radio en tv werkte.
In 1966 won ze de Melodi Grand Prix waardoor ze Noorwegen mocht vertegenwoordigen op het Eurovisiesongfestival 1966 met het liedje Intet er nytt under solen, geschreven door Arne Bendiksen. Ze werd 3e, het beste resultaat voor het land tot dan toe. Ze was de presentatrice van het Eurovisiesongfestival van 1986, het eerste Eurovisiesongfestival op Noorse bodem, in Bergen.
Van 1990 tot 1996 was ze minister van Cultuur in Noorwegen en van 1999 tot 2005 directeur van het Zweeds Filminstituut in Stockholm.
1960: Nora Brockstedt · 
1961: Nora Brockstedt · 
1962: Inger Jacobsen · 
1963: Anita Thallaug · 
1964: Arne Bendiksen · 
1965: Kirsti Sparboe · 
1966: Åse Kleveland · 
1967: Kirsti Sparboe · 
1968: Odd Børre · 
1969: Kirsti Sparboe · 
1971: Hanne Krogh · 
1972: Grethe Kausland & Benny Borg · 
1973: Bendik Singers · 
1974: Anne-Karine Strøm & Bendik Singers · 
1975: Ellen Nikolaysen · 
1976: Anne-Karine Strøm · 
1977: Anita Skorgan · 
1978: Jahn Teigen · 
1979: Anita Skorgan · 
1980: Sverre Kjelsberg & Mattis Hætta · 
1981: Finn Kalvik · 
1982: Jahn Teigen & Anita Skorgan · 
1983: Jahn Teigen · 
1984: Dollie de Luxe · 
1985: Bobbysocks · 
1986: Ketil Stokkan · 
1987: Kate Gulbrandsen · 
1988: Karoline Krüger · 
1989: Britt Synnøve Johansen · 
1990: Ketil Stokkan · 
1991: Just 4 Fun · 
1992: Merethe Trøan · 
1993: Silje Vige · 
1994: Elisabeth Andreassen & Jan Werner Danielsen · 
1995: Secret Garden · 
1996: Elisabeth Andreassen · 
1997: Tor Endresen · 
1998: Lars Fredriksen · 
1999: Stig Van Eijk · 
2000: Charmed · 
2001: Haldor Lægreid · 
2003: Jostein Hasselgård · 
2004: Knut Anders Sørum · 
2005: Wig Wam · 
2006: Christine Guldbrandsen · 
2007: Guri Schanke · 
2008: Maria Haukaas Storeng · 
2009: Alexander Rybak · 
2010: Didrik Solli-Tangen · 
2011: Stella Mwangi · 
2012: Tooji · 
2013: Margaret Berger · 
2014: Carl Espen · 
2015: Mørland & Debrah Scarlett · 
2016: Agnete · 
2017: JOWST feat. Aleksander Walmann · 
2018: Alexander Rybak · 
2019: KEiiNO · 
2021: Tix · 
2022: Subwoolfer · 
2023: Alessandra · 
2024: Gåte ·
2025: Kyle Alessandro
- Bibsys: 90258341
- Gemeinsame Normdatei: 1301561150
- International Standard Name Identifier: 0000 0003 8342 5663
- KulturNav: 30627b86-4183-4327-a38f-cd109c1c9a3d
- Library of Congress Control Number: no2001052555
- MusicBrainz: 2997dc59-3be9-47f0-997a-42523f48148e
- LIBRIS: 249816
- Virtual International Authority File: 269664303
- WorldCat: E39PBJjhGBbJCymKD3MdBBYHG3